# 張黼 (景泰進士)
張黼（1419年—？），字良甫，江西臨江府新喻縣人，官籍，明朝政治人物，進士出身。

## 生平
江西鄉試第七十二名。景泰五年（1454年）甲戌科會試第一百十四名，殿試登進士第二甲第二十七名。
曾祖張允恭。祖父張懷立，曾任吏科給事中 贈大理寺右少卿。父張固，曾任大理寺右少卿。